# Ewa Pikosz
Ewa Pikosz (ur. 27 października 1984 w Poznaniu) – polska motocyklistka enduro.
Uprawia sporty motorowe od 2008 r. W roku 2015 w barwach Unii Poznań, jako pierwsza kobieta w historii, wygrała Mistrzostwach Strefy Polski Zachodniej cross country w klasie mieszanej Senior 1. W 2016 roku związała się z Motoklubem Wielkopolskim. W sezonie tym wystartowała w Mistrzostwach Okręgu Łódzkiego w klasie kobiet zdobywając najwyższe miejsce na podium.
W 2016 roku wystartowała po raz pierwszy w zawodach Enduro. W sezonie 2017 wzięła udział w Pucharze Polski Enduro,  gdzie zdobyła drugie miejsce w klasyfikacji ogólnej kobiet oraz w Pucharze Polski Super Enduro również zajmując drugie miejsce.
W roku 2018 wróciła do zawodów cross country zwyciężając w klasie „women” w zawodach IPONE SERIES. W sezonie 2018 zdobyła również brązowy medal z drużynową reprezentacją kobiet podczas Mistrzostw Europy Enduro rozgrywanych w Kielcach.
Jako zawodniczka hard enduro uczestniczyła trzykrotnie w latach 2016-2018 w RedBull MegaWatt 111 i dwukrotnie zakwalifikowała się do Finału B.
W latach 2016–2018 była zawodniczką teamu sponsorskiego Dirtbike.pl Husqvarna Team. Związana od 2016 z marką Husqvarna.
Od 2016 r. posiada uprawnienia Instruktora Nauki Jazdy kategorii AM, A1, A2..